# 粉嶺環境資源中心
粉嶺環境資源中心（又稱環保天地）是香港一所展覽館，位於新界粉嶺聯和墟聯和墟市政大廈2樓，於2003年8月13日開幕，由環境保護署負責管理。粉嶺環境資源中心是環境保護署第三所環境資源中心，亦是香港目前最大環境資源中心。
粉嶺環境資源中心佔地400平方米，館內大部份設施都採用環保物料製造。展覽館主要為新界北部的居民提供環境資訊及環保教育服務。館內設有展覽廳、「冰雪圖書館」、以及演講室。展覽廳劃分為8個主題展覽區，主要介紹環境保護資訊。「冰雪圖書館」藏有有關環保的書籍、雜誌、單張、小冊子、教材套及其它環保刊物，供市民於館內閱覽。而演講室可容納80人，供學校及非牟利組織舉辦環保工作坊之用。
粉嶺環境資源中心已於2020年底關閉。

## 開放時間
已關閉

## 參看
- 灣仔環境資源中心
- 荃灣環境資源中心

## 外部連結
- 粉嶺環境資源中心 （页面存档备份，存于），環境保護署